# Jacey Harper
Jacey Harper, född 20 maj 1980, är en friidrottare från Trinidad och Tobago (sprinter).
Pierre var både med i det lag som tog silver vid VM i Helsingfors och vid VM i Edmonton på 4 x 100 meter.

## Personliga rekord
- 100 meter - 10,10
- 200 meter - 20,65